# Sączów
Sączów – wieś w Polsce położona w województwie śląskim, w powiecie będzińskim, w gminie Bobrowniki.
W latach 1950–1954 miejscowość była siedzibą gminy Sączów. W latach 1975–1998 miejscowość administracyjnie należała do województwa katowickiego.

## Nazwa

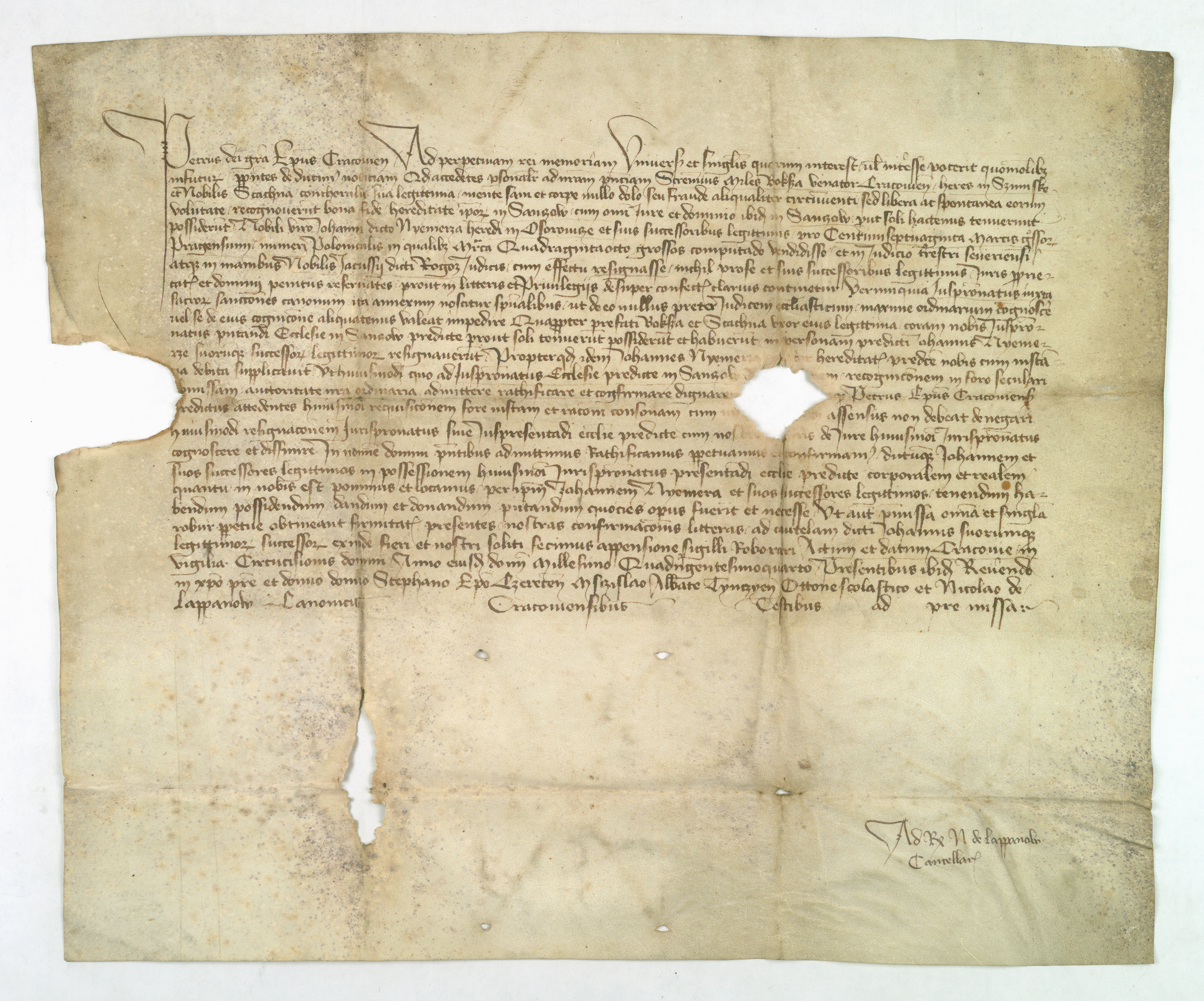
Biskup krakowski potwierdza sprzedaż dziedzictwa w Sączowie (1404).

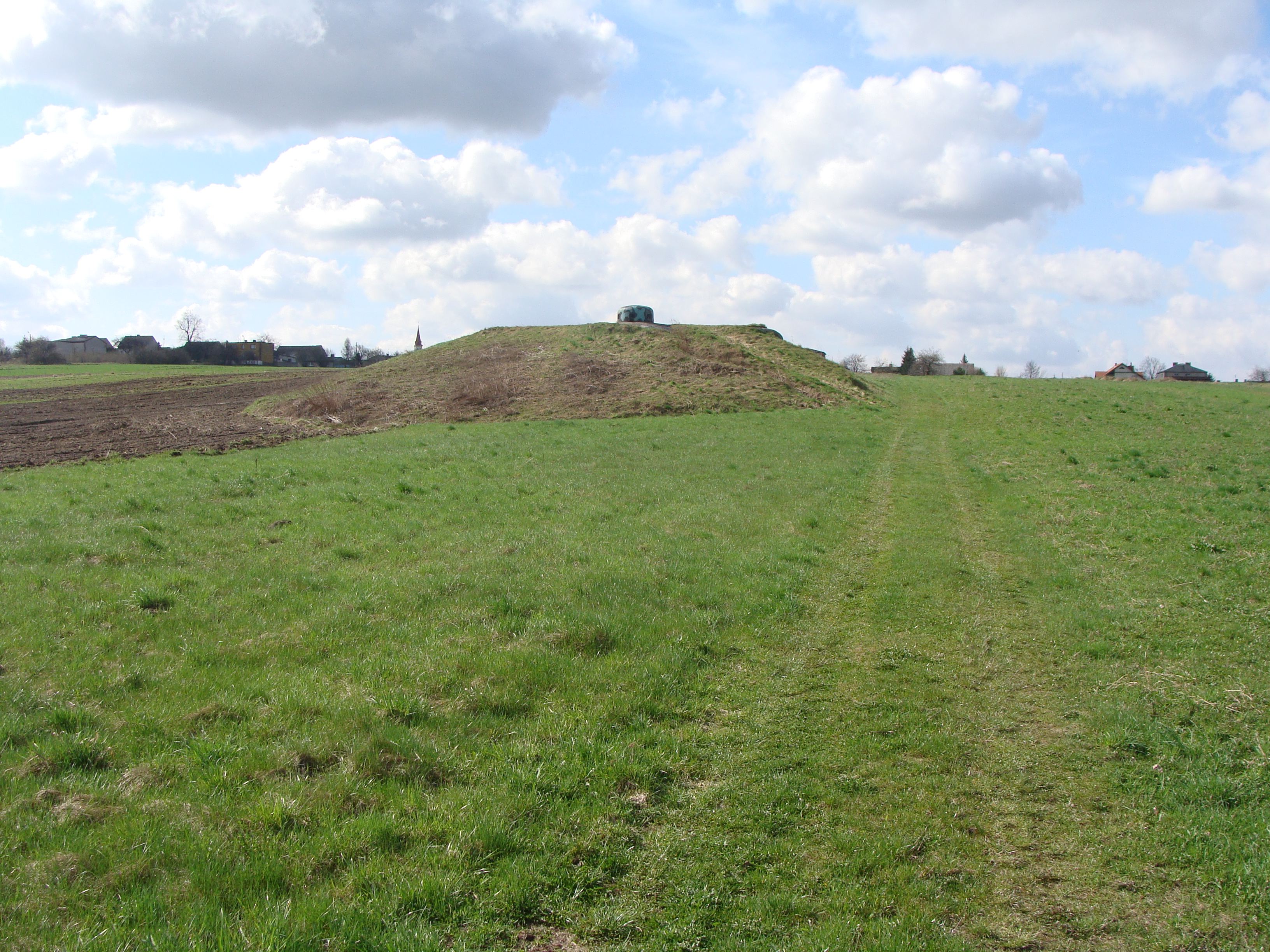
Ostróg forteczny w Sączowie, wchodzący w skład Obszaru Warownego „Śląsk” GW Niezdara.

Nazwę miejscowości w zlatynizowanej staropolskiej formie Sanczow wymienia w latach (1470–1480) Jan Długosz w księdze Liber beneficiorum dioecesis Cracoviensis.

## Edukacja
W Sączowie znajduje się Szkoła Podstawowa imienia Marii Konopnickiej, do której uczęszczają uczniowie z okolicznych miejscowości. W lipcu 2009 roku odbyła się uroczystość nadania szkole sztandaru.
Oprócz tego w Sączowie znajdują się: ośrodek zdrowia, cmentarz, Dom Kultury, sklepy, ochotnicza straż pożarna.

## Zabytki
- Kościół św. Jakuba Apostoła z XIII w. (nr rej. A/568/2019[5])
- Ostróg forteczny z początku XX w.